# ویلی دیسکوف
ویلی دیسکوف (آلمانی: Willy Düskow; ۱ ژانویهٔ ۱۹۰۰ – ۱ ژانویهٔ ۲۰۰۰) قایقران روئینگ اهل آلمان بود.